# Hapalotremus exilis
Hapalotremus exilis là một loài nhện trong họ Theraphosidae.
Loài này thuộc chi Hapalotremus. Hapalotremus exilis được Cândido Firmino de Mello-Leitão miêu tả năm 1923.